# Wiehengebirge

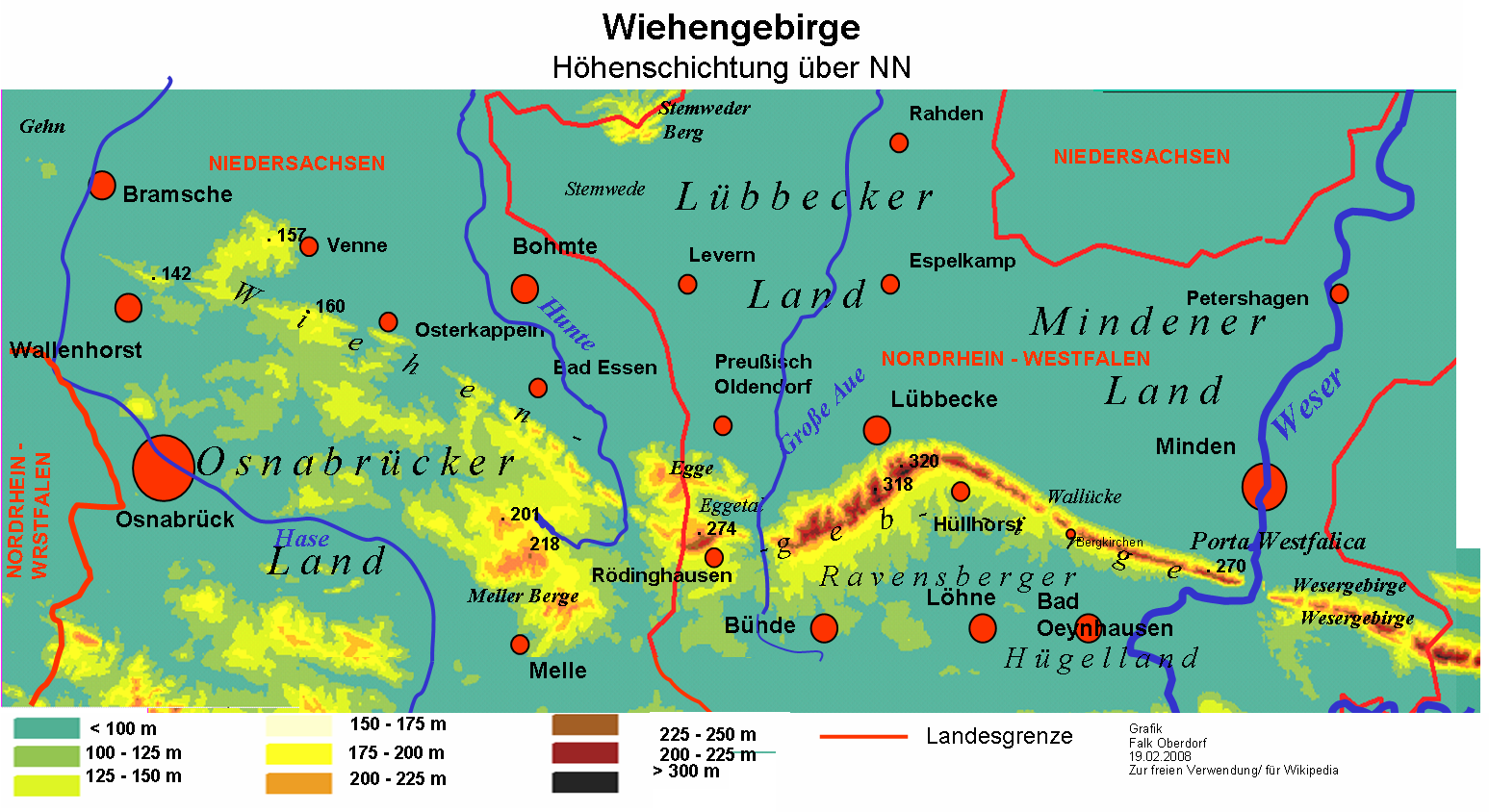
Karta över Wiehengebirge.

Wiehengebirge är ett medelhögt bergsområde i Tyskland i södra delen av förbundslandet Niedersachsen samt i nordöstra delen av Nordrhein-Westfalen.
Bergstrakten höjer sig tydligt över det Nordtyska låglandet som ansluter på norra sidan. Söder om Wiehengebirge ligger ett kulligt område som är i genomsnitt 10 till 40 meter lägre än bergstrakten. Bergsområdets kam bildar ett långsträckt S och börjar i nordväst vid staden Bramsche. Kammens sydöstra avslut bildas av Weserflodens dalgång vid Porta Westfalica. De dominerande bergarterna i Wiehengebirge bildades under juratiden.
Den högsta punkten är Rödinghäuser Berg, 336 meter över havet.